# Kamenica (gmina Višegrad)
Kamenica (cyr. Каменица) – wieś w Bośni i Hercegowinie, w Republice Serbskiej, w gminie Višegrad. W 2013 roku liczyła 4 mieszkańców.